# Inocsa Ingenieria
Inocsa Ingenieria SL este o companie de consultanță în construcții din Spania, înființată în 1976.
În anul 2010 a fost preluată de compania americană AECOM.

## Inocsa în România
Din anul 1999, compania are o sucursală și în România.
În anul 2010, Inocsa România a avut o cifră de afaceri de aproape 8 milioane euro.